# Kemal Derviş
Pour les articles homonymes, voir Derviş.
Kemal Derviş, né le 10 janvier 1949 à Istanbul et mort le 8 mai 2023 à Washington,, est un économiste et homme politique turc. 
Il a été ministre turc de l'Économie de 2001 à 2002 dans le gouvernement de Bülent Ecevit. Il était administrateur du Programme des Nations unies pour le développement (PNUD) jusqu'en mars 2009. L'administrateur du PNUD est le troisième plus important fonctionnaire de l'ONU après le Secrétaire général Ban Ki-moon et la vice-secrétaire générale des Nations unies, Asha-Rose Migiro.

## Biographie
Il est le descendant de Halil Hamid Pacha, vizir du sultan Abdülhamid Ier de 1782 à 1785. Son aïeul avait été décapité sur ordre du sultan.[réf. nécessaire]
De père turc et de mère d'origine allemande et néerlandaise, Kemal Derviş est titulaire d’une maîtrise de la London School of Economics (1970) et d'un Ph.D. de l'université de Princeton (1973). Il parle couramment le turc, l'anglais, l'allemand et le français. Il a notamment étudié à l'école Saint-Martin de France à Pontoise. Il fut enseignant à l'université technique du Moyen-Orient (Orta Doğu Teknik Üniversitesi) à Ankara de 1973 à 1976. De 1976 à 1978, il fut enseignant à Princeton. En 1977, il commença avec la Banque mondiale où il a travaillé jusqu'en 2001. 
Après 24 ans passés à la Banque mondiale, il a été nommé ministre turc de l'Économie en 2001 où il met en place d'importantes réformes économiques. Il a démissionné en août 2002. Il est membre du Parti républicain du peuple (CHP) depuis septembre 2002 et est élu député au parlement le 3 novembre 2002 sur la liste de CHP. Il a fait partie de la Convention européenne.
Il a été pressenti par le gouvernement AKP pour diriger les négociations d'adhésion à l'Union européenne en 2005. Mais le 5 mai 2005, l'Assemblée générale de l'ONU l'a élu administrateur du Programme des Nations unies pour le développement. Son mandat de quatre ans a commencé le 15 août 2005.
D'après la liste arrêtée au 11 novembre 2003, il est membre du Comité d'orientation scientifique de l'association fondée par Michel Rocard et Dominique Strauss-Kahn, À gauche en Europe.
Il a été coprésident de l'Institut du Bosphore avec Henri de Castries, puis avec Anne Lauvergeon.

### Famille
Son fils Erol Derviş est un DJ reconnu en Turquie.

## Conférences de Kemal Derviş
- Interaction entre les aspects économiques, politiques et écologiques de la mondialisation, ENS, 2 avril 2007.
- Espace politique et interaction économique, ENS, 3 avril 2007.
- Coopération mondiale et régionale : alternatives ou compléments, ENS, 4 avril 2007.